# Johann Carl Friedrich von Brause
Johann Carl Friedrich von Brause (* 12. Dezember 1729 in Sangerhausen; † 14. April 1792 in Oschatz) war ein lutherischer Theologe und Superintendent von Bad Liebenwerda und Oschatz.

## Familie
- siehe auch: Brause (Adelsgeschlecht)

Johann Carl Friedrich war der einzige Sohn des Offiziers Johann Peter von Brause und seiner Ehefrau Marie Elisabeth, geb. Meyer.
Er heiratete am 28. Oktober 1755 in Oschatz Eleonore Sophie Zandt von der Merle (1738–1783), die einzige Tochter des Oschatzer Superintendenten Karl Christoph Zandt aus dem kurtrierisch uradeligen Geschlecht von der Merle.
Aus der Ehe gingen zwölf Kinder hervor, darunter der spätere Superintendent von Freiberg, Johann Friedrich Gottlob von Brause (1763–1820). Nach dem Tod seiner ersten Gattin, heiratete Johann Carl Friedrich in zweiter Ehe die Oschatzer Bürgerstochter Concordia Caroline Thomä.

## Werdegang
Er erhielt seine erste Ausbildung auf der Kreuzschule in Dresden. Ab 1742 war er Schüler der sächsischen Fürstenschule Schulpforta. 1748 immatrikulierte er sich an der Universität Leipzig. Dort studierte er bis 1752 Theologie und Rechtswissenschaften. Seine erste Anstellung erhielt er 1753 als Feldprediger bei einem sächsischen Grenadier-Bataillon. Nach Abhaltung einer Probepredigt über das Thema: Die Verherrlichung Jesu als Hauptabsicht der Evangelischen Lehre erhielt er am 6. September 1754 die Berufung als Pfarrer von Radefeld und wurde dort am XVII. Sonntag nach Trinitatis in sein neues Amt eingeführt. "Sechs u. ein halb Jahr in meinem Amte ging unter einem unglückl. u. blutigen Kriege hin, der mit einer Hitze u. Abwechslung geführt worden ist, welcher die Nachwelt kaum wird glauben können. (...) Die Sache selbst wird in der Historie, solange die Welt steht, aufgezeichnet bleiben.", resümierte er am Ende seiner neunjährigen Dienstzeit über das Ereignis des Siebenjährigen Krieges.
Ab 1762 bekleidete er das Amt des Superintendenten von Bad Liebenwerda. Als Nachfolger seines Schwiegervaters wurde er am 9. Oktober 1769 zum Pfarrer und Superintendenten von Oschatz berufen. Dieses Amt hatte er bis zu seinem nach längerer Krankheit eingetretenen Tod inne. Auf ausdrücklichen Wunsch wurde er nicht in der Stadtkirche St. Ägidii, sondern auf dem Oschatzer Gottesacker begraben.  Er hinterließ eine Reihe von gedruckten Predigten und theologischen Abhandlungen, die ihn als feinfühligen, humorvollen Seelsorger und Gelehrten kennzeichnen, der theologisch zwischen den Extremen von Aufklärung und Pietismus zu vermitteln suchte.

## Werke
- Der wahrhafte Anbeter in der Zeit der Noth oder erbauliche Betrachtung des Kriegsgebets, nebst einer Einleitung vom öffentlichen und allgemeinen Gebete und einem Lehrgedichte, das die Frage untersucht: Ist Gott auch liebenswürdig, wenn er straft?. Llöper, Leipzig 1757. (Digitalisat)
- Die lustige Stadt Gottes bey dem kläglichen Schicksal irrdischer Städte oder der Christ in Kriegsnoth über den 46. Psalm. Löper, Leipzig 1760. (Digitalisat)
- De armis militiae apostolicae ad 1 Cor. X, 4. Lipsiae 1760.[3]
- De ministro ecclesiae sibi ipsi attendente, s. Superintendent. Sui ipsius ad 1 Tim. IV, 16. O. O. 1763.[3]
- Begriff von der wahren Ehre nach dem Tode. Bey dem seeligen Ableben des Hochwohlehrwürdigen und Wohlgelahrten Herrn, Herrn Adam Balthasar Wissens, treuverdienten Archidiaconi der Evangelisch-Lutherischen Gemeinde zu Schmalkalden, und der Gesellschaft Christlicher Liebe und Wissenschaften Mitglieds, zu Dessen Gedächtniß, im Nahmen gedachter Societät, kürzlich entworfen, von Johann Carl Friedrich von Brausen, Pf. und Superint. zu Liebenwerda. Lehmann, Friedrichstadt 1865. (Digitalisat)
- Gedächtnisschrift auf Ad. Balthas. Wißen, Archidiak. zu Schmalkalden. O. O. 1766.[3]
- De Ministro Ecclesiae Christum Praedicante Commentatio Theologica : Qua Viris Maxime Et Plurimum Reverendis, Amplissimis Doctissimisque Dioecesi Ossitiensi Adscriptis Domm. Adiunctis, Pastoribus Atque Diaconis Postquam Clementissime Sibi Demandatam Pastoris Et Superintendentis Ossitiensis Provinciam Dom. I. Adv. MDCCLXIX Cum Deo Adiit, Primam Salutem Dicere Volvit. Löper, Lipsiae 1769. (Digitalisat)
- Theologische Abhandlung von denen Zeichen der Zeiten und der Pflicht auf sie zu achten. Womit E. Ehrwürdigen Priesterschaft im obern Kreise der Diöces Oschatz die so genannten Circularpredigten aufs Jahr 1772 angekündiget werden. Löper, Leipzig 1772. (Digitalisat)
- Einige Gedanken über eine gründliche Verbesserung der Sitten durchs Predigen und wie dieser Hauptzweck desselben am besten zu erreichen, theilet E. ... Priesterschaft der Oschatzer Diöces mit, und ladet die Herren Pastores und Diaconos ... zu Haltung derer ... Circularpredigten aufs Jahr 1773, über die Sittenlehenlehre der heiligen Schrift ein. Löper, Leipzig 1773. (Digitalisat)
- Kurzer Abriß einer christlichen Trostlehre. Meißen 1774.[3]
- Über die weise Art, Jesu Seelen zuzuführen und in seiner Erkenntniß zu gründen. O. O. 1776.[3]
- Über den Umgang Jesu mit verschiedenen Arten von Menschen. Meißen 1777.[3]
- Gedanken vom gewaltigen Predigen Jesu, über Matth. 7, 19. O. O. / O. J.[3]
- Praesaga aetatis melioris cura scholarum. O. O. 1777.[3]
- Kurzgefaßte Kirchengeschichte des alten und neuen Testaments in Tabellen, zum Gebrauch der niederen Schulen. Leipzig und Budißin 1777.[3]
- De mashmiaʿ shalom Sev Nvncio Pacis Ad Ies. LII, 7. Praefatvs. Orationvm Sacrarvm, Qvae Vvlgo Vocantvr, Circvlarivm Argvmentvm De Pace Spiritvali. Löper, Leipzig 1779. (Digitalisat)
- Ode an das Vaterland, nach dem Frieden von Teschen. O. O., 1779.[4]
- Johann Arndt: Die fünf ersten Kapitel der geistreichen Bücher von wahren Christenthum des seeligen Johann Arndt ... in deutsche Verse übersetzt von Johann Carl Friedrich von Brause. O. O. 1780. (Digitalisat)
- De reditu in juventutem, ad Jobi XXXIII, 25. Dresdae 1782.
- Empfindungen eines Christen bey Empörungen auf Erden. Baumann, Leißnig 1789. (Digitalisat)
- Theses prudentiae pastoralis ex libris ecclesiae evangelico – Lutheranae symbolicis Torgau – De apocalypsi non obsignata ad cap. Ejus XXII, 10. Torgau 1790.
- Einige Gedanken über die Hofnung Davids: Ps. 27, 13. Leißnig 1790.